# Bal'haf
Bal'haf (en arabe : بالحاف) est une ville située sur la côte du Yémen, dans le gouvernorat de Chabwa, à environ 140 au sud de l'Ataq, capitale du gouvernorat, à environ 125 km d'Al Mukalla, plus à l'est le long de la côte et à 18 km à l'ouest de Bir Ali.
La ville a été la capitale du sultanat Wahidi de Bal'haf.
Récemment, la création du port de commerce pour l'exportation de gaz naturel, a entraîné une croissance en 2000.